# Montiopsis andicola
Montiopsis andicola är en källörtsväxtart som först beskrevs av John Gillies, och fick sitt nu gällande namn av D.I. Ford. Montiopsis andicola ingår i släktet Montiopsis och familjen källörtsväxter. Inga underarter finns listade i Catalogue of Life.

## Bildgalleri

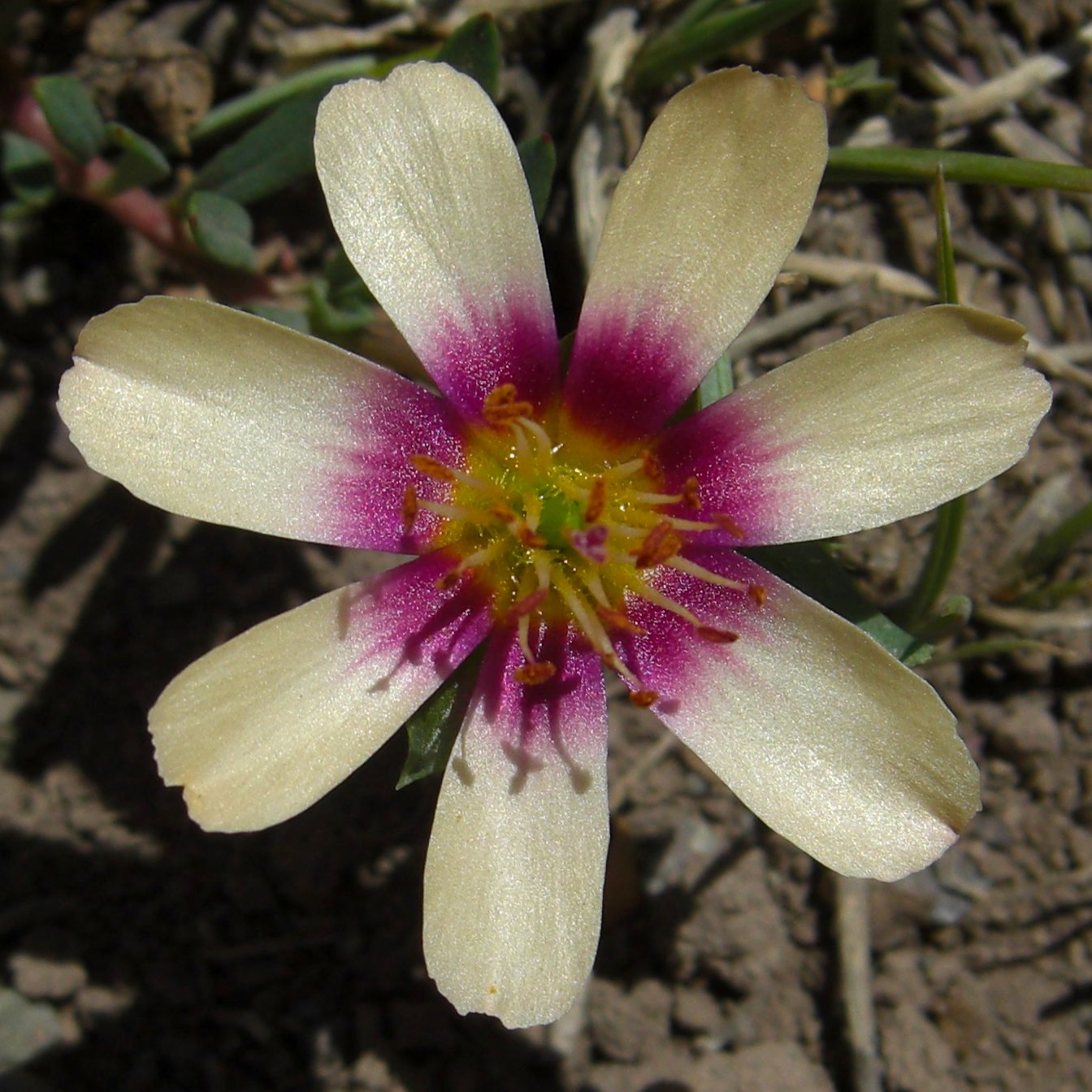
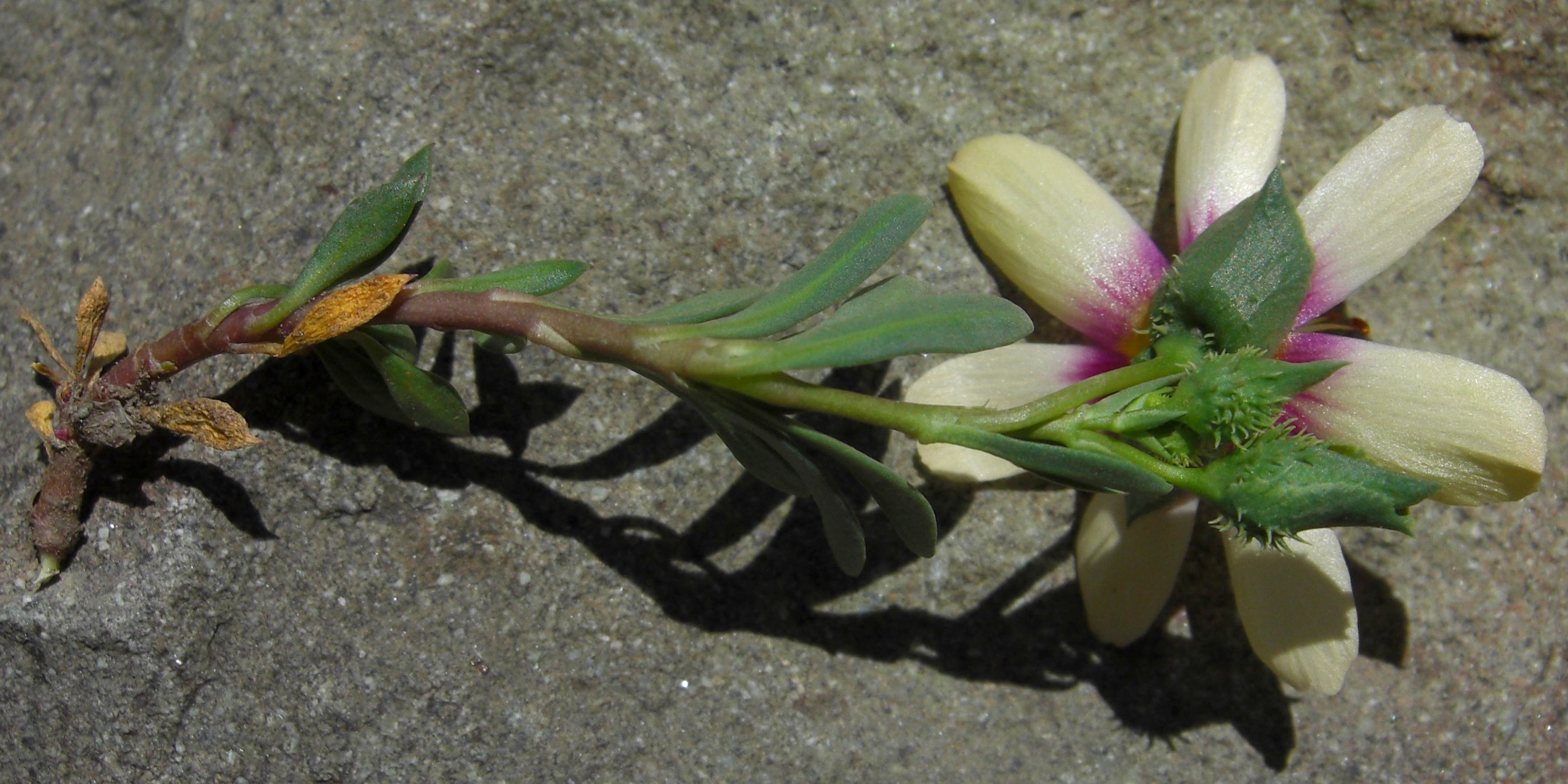